# Семикутна мозаїка
Семикутна мозаїка — правильна мозаїка на гіперболічній площині. Задається символом Шлефлі {7,3} і має три правильні семикутники в кожній вершині.

## Ілюстрації
| Модель півплощини Пуанкаре | Дискова модель Пуанкаре | Модель Кляйна |

## Пов'язані многогранники та мозаїки
Ця мозаїка має топологічний зв'язок із правильними многогранниками як член послідовності правильних многогранників із символом Шлефлі {n,3}.Шаблон:Таблица семиугольных мозаик
| Сферичні | Сферичні | Сферичні | Сферичні | Евклідові | Компактні гіперболічні. | Компактні гіперболічні. | Параком- пактні. | Некомпактні гіперболічні. | Некомпактні гіперболічні. | Некомпактні гіперболічні. | Некомпактні гіперболічні. |
| -------- | -------- | -------- | -------- | --------- | ----------------------- | ----------------------- | ---------------- | ------------------------- | ------------------------- | ------------------------- | ------------------------- |
|          |          |          |          |           |                         |                         |                  |                           |                           |                           |                           |
| {2,3}    | {3,3}    | {4,3}    | {5,3}    | {6,3}     | {7,3}                   | {8,3}                   | {∞,3}            | {12i,3}                   | {9i,3}                    | {6i,3}                    | {3i,3}                    |

З побудови Вітгоффа випливає, що існує вісім гіперболічних однорідних мозаїк, що ґрунтуються на правильній семикутній мозаїці.

Якщо розфарбувати в мозаїці червоним початкові грані, жовтим — початкові вершини, а синім — початкові ребра, маємо 8 форм.Шаблон:Таблица мозаик порядка 3
|                           |          |          |                |               |          |         |            |
| {7,3}                     | t{7,3}   | r{7,3}   | 2t{7,3}=t{3,7} | 2r{7,3}={3,7} | rr{7,3}  | tr{7,3} | sr{7,3}    |
| Однорідні двоїсті мозаїки |          |          |                |               |          |         |            |
|                           |          |          |                |               |          |         |            |
|                           |          |          |                |               |          |         |            |
| V73                       | V3.14.14 | V3.7.3.7 | V6.6.7         | V37           | V3.4.7.4 | V4.6.14 | V3.3.3.3.7 |

## Поверхні Гурвіца

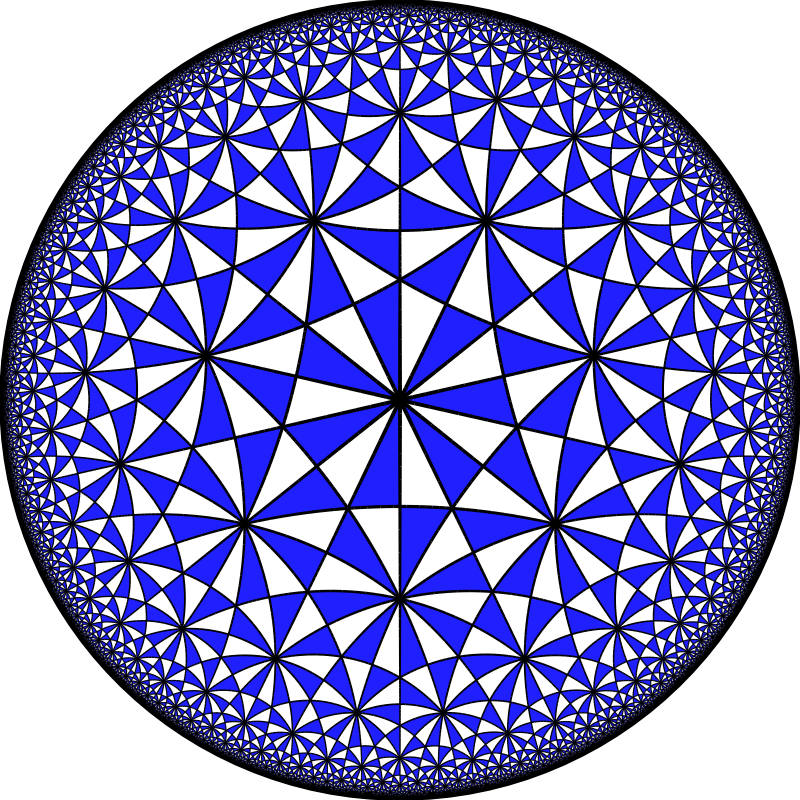
Група симетрії семикутної мозаїки має фундаментальною областю (2,3,7) трикутник Шварца, який утворює цю мозаїку.

Група симетрії мозаїки є групою трикутника (2,3,7), і фундаментальною областю для цієї дії є трикутник Шварца (2,3,7). Це найменший гіперболічний трикутник Шварца, а тому, за теоремою Гурвіца про автоморфізми, мозаїка є універсальною мозаїкою, що покриває всі поверхні Гурвіца (ріманові поверхні з максимальною групою симетрії), даючи мозаїку семикутниками, група симетрії якої дорівнює групі симметрії ріманової поверхні. Найменшою поверхнею Гурвіца є квартика Кляйна (рід 3, група автоморфізму має порядок 168) і породжена мозаїка має 24 семикутники, які мають спільні 56 вершин.
Двоїста трикутна мозаїка порядку 7 має таку саму групу симетрії і задає триангуляції поверхні Гурвіца.